# امیلی د ریل
امیلی د ریل (انگلیسی: Emily deRiel؛ زادهٔ ۱۲ نوامبر ۱۹۷۴) ورزشکار پنج‌گانه مدرن اهل ایالات متحده آمریکا است.
وی در مسابقات کشوری و بین‌المللی در مجموع برندهٔ ۱ مدال نقره شده‌است.